# 아프리카 전구 (제1차 세계 대전)
제1차 세계 대전의 아프리카 전구(African Theatre of the First World War )는 독일 제국과 오스만 제국이 유럽 국가의 식민지들에 반란을 부추긴 북아프리카 지역의 전투와 독일령 카메룬, 독일령 동아프리카, 독일령 남서아프리카, 토고란트에서 벌어진 독일 제국과 연합국 사이의 전역으로 구분된다. 독일 보호군과 역내 반군이 대영제국, 프랑스 제3공화국, 벨기에, 포르투갈 제1공화국, 라이베리아와 맞서 싸웠다.

## 배경

### 전략적 상황
독일 제국은 1880년대에 아프리카에 식민지를 얻었고, 방어에 취약했다. 이 식민지들은 프랑스, 벨기에, 포르투갈, 영국이 얻은 식민지에 둘러싸여 있었다. 아프리카 내 식민지 군대는 상대적으로 수가 적고 무장이 제대로 되지 않았으며 다른 식민지 군을 공격한다는 군사적 목적보다는 치안 유지를 위해 창설되었다. 19세기에 아프리카에서 벌어진 유럽 열강들의 전쟁은 아프리카인을 노예로 만드는 것이 주요 목적이었고, 이후 목적이 영토를 정복하는 것이었다. 1884년 베를린 회담은 유럽에서 전쟁이 발발할 시에 아프리카 식민지는 중립을 유지하는 것이 조항에 포함되어 있었으며, 1914년 전쟁 발발 당시 해외 식민지를 둘러싸고 유럽 열강들은 적과 싸울 계획이 없었다. 아프리카의 유럽 식민주의자들이 전쟁이 터졌다는 소식을 듣게 되자 식민지를 보유한 국가들의 행정부는 열정적이지 않았다. 8월 22일 동아프리카 스탠다드 지는 전쟁 대신 협력을 해야한다고 주장했다. 유럽 백인들이 소수였기 때문에 백인 식민주의자들의 이익에 맞서는 것이 전쟁이었으며, 대부분의 식민지 정복은 최근의 일이었고, 불안정했으며, 지역 권력 구조가 남아있는 상태에서 지속되었다. 유럽의 경제적 이익을 위한 아프리카 경제 내 조직들도 최근에 설립되었다.
영국에서는 제국 방위위원회의 부위원장이 8월 5일 임명되었고, 역내 병력이 예속되고 목표는 영국의 제해권이 확보된 상황에서 지원할 수 있다면 주요 목표를 고려하겠다는 것과 해안이 확보되어야 한다는 원칙을 수립했다. 독일의 석탄 저장소와 무선 연결지점에 대한 공격은 독일 해상 탐지 시설을 제거하는 것이 우선적으로 고려되었다 칭다오를 비롯한 극동 지역뿐만 아니라 윈드호크, 두알라, 다르에르살람과 같은 아프리카 지역, 영국령 골드코스트 바로 옆에 있는 토고란트에 위치한 무선 연결지점은 연합군의 공격에 취약한 것으로 드러났다.

## 같이 보기
- 제2차 세계 대전의 지중해 및 중동 전구